# Damaged Goods
Damaged Goods är ett musikalbum av det svenska bandet Deportees. Det släpptes i Sverige den 27 september 2006. På albumet gör de en cover på Ted Gärdestads låt från 1973, "Come Give Me Love".

## Låtlista
1. "People Like Us" - 2:30
2. "Damaged Goods" - 4:01
3. "Who Is Gonna Meet Me" - 4:10
4. "Do Your Own Crying" - 4:45
5. "Thank Me Later" - 3:35
6. "Come Give Me Love" (T. Gärdestad/K. Gärdestad) - 4:29
7. "Line of Fire" - 4:22
8. "A Sky to Talk About" - 3:21
9. "Missing You, Missing Me" - 3:17
10. "Great Heights" - 2:44
11. "Youngest Man Alive" - 4:28